# Mercedes-Benz 190
Mercedes-Benz 190 (W201) – samochód osobowy typu sedan klasy średniej produkowany przez koncern Daimler-Benz w latach 1982 - 1993.

## Historia i opis modelu

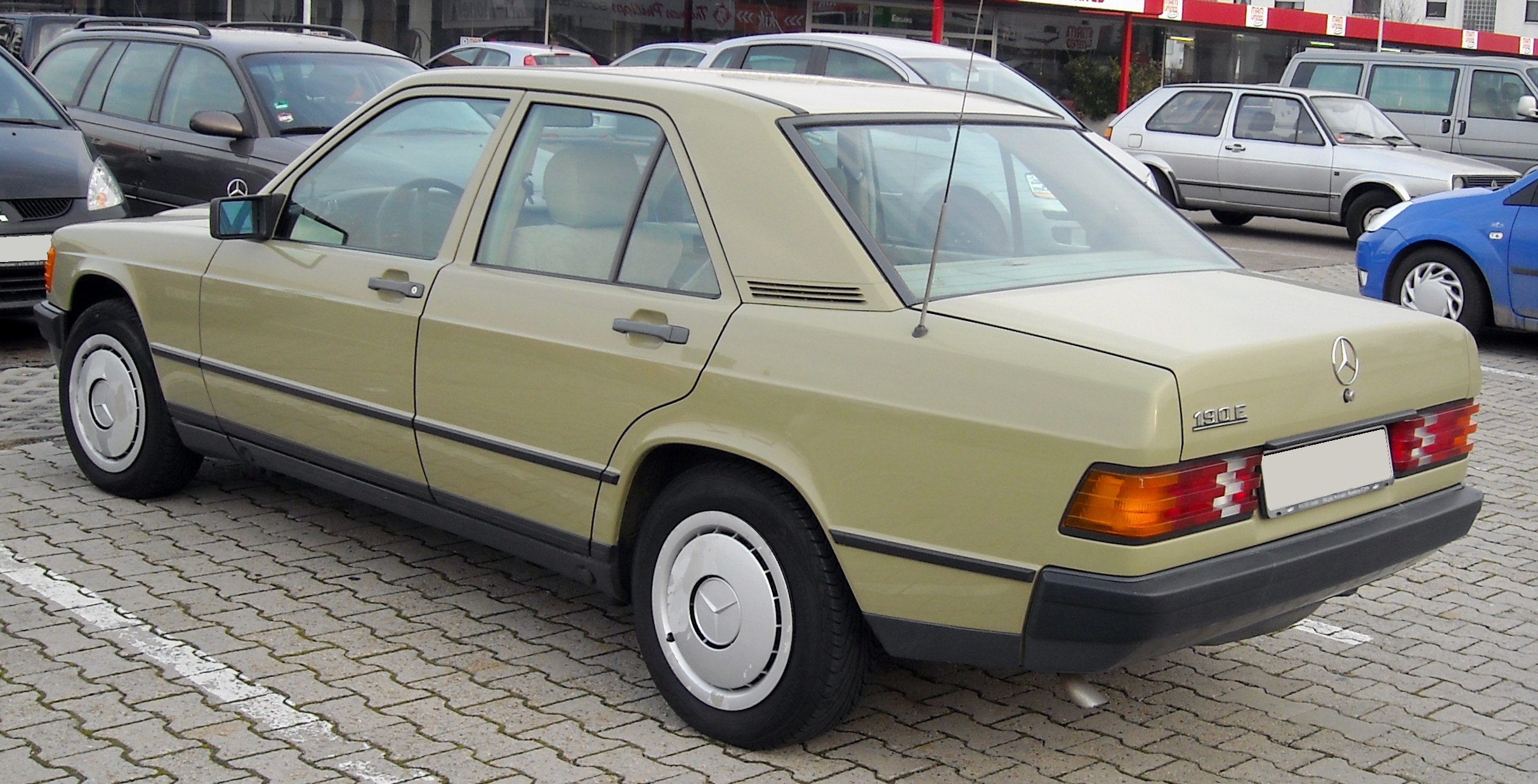
Mercedes-Benz 190 – tył

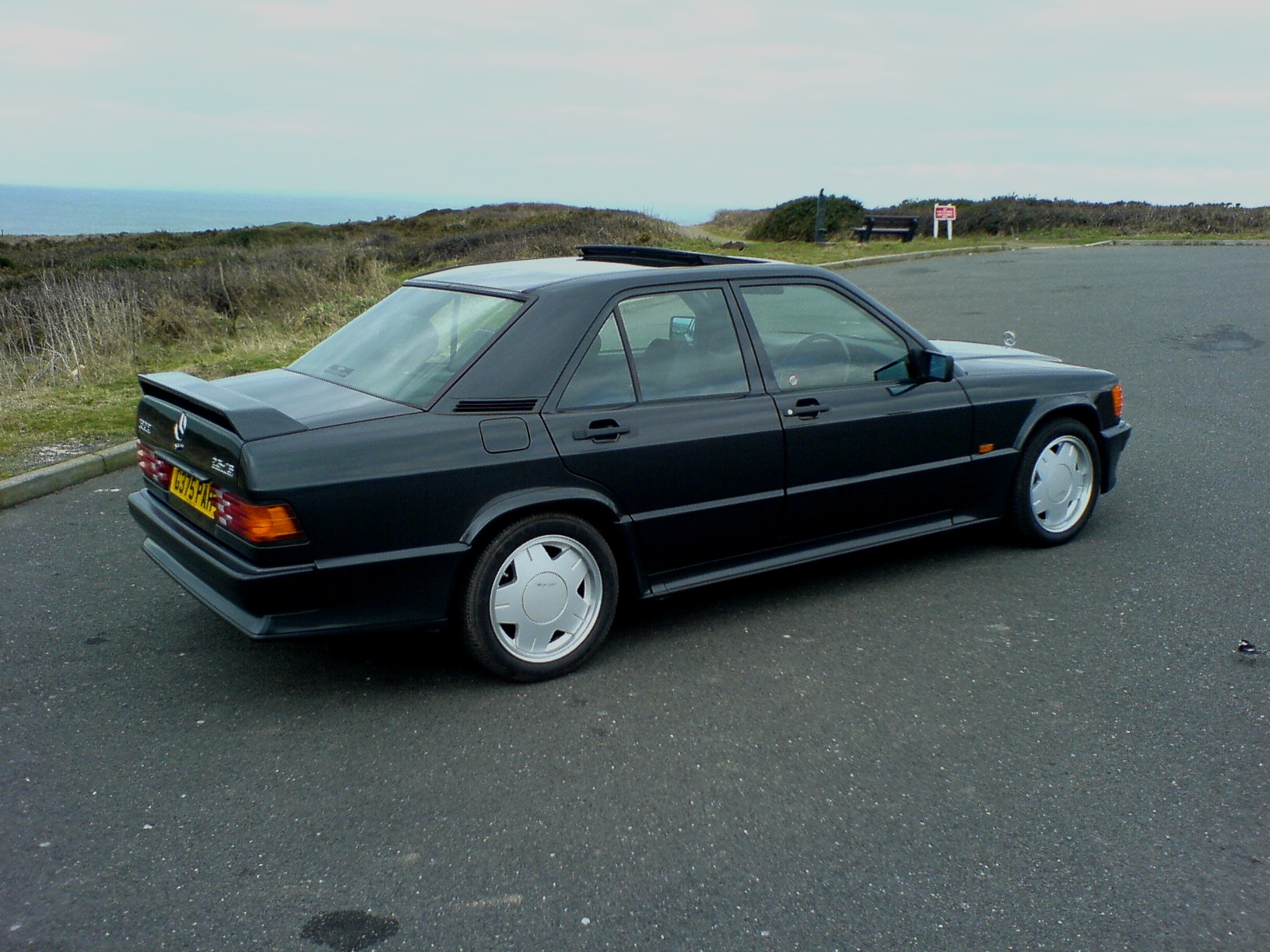
Mercedes-Benz 190 2.5 16v

Był to pierwszy Mercedes-Benz klasy średniej. 190 pojawił się na rynku 8 grudnia 1982 roku pod kodem fabrycznym W201, produkcję zakończono w lutym 1993 roku w Sindelfingen, a we wrześniu 1993 roku w Bremie. Wyprodukowano 1 879 629 egzemplarzy.
Auto napędzane było silnikami Diesla o pojemności od 2,0 do 2,5 litra (72-126 KM w tym Turbo) oraz silnikami benzynowymi o pojemności od 1,8 do 2,6 litra (90-160 KM). Powstały także sportowe odmiany znane pod nazwą Cosworth 2.3-16v (185 KM), Evolution 2.5-16v (195-204 KM) i Evolution II 2.5-16v (235 KM). Model ten został zastąpiony w 1993 r. przez klasę C.
Odmiennie niż w przypadku innych modeli, w których oznaczenie cyfrowe modelu oznaczało pojemność skokową silnika, tutaj „190” oznacza jedynie nazwę handlową typoszeregu W201. Według ogólnie przyjętych w firmie Daimler-Benz zasad, np. model dwulitrowy z silnikiem wysokoprężnym powinien zwać się Mercedes-Benz 200D, to oznaczenie nosiły jednak Mercedesy W123 i W124 z silnikiem o takiej pojemności.
Wraz z premierą "190" w Stuttgarcie narodziło się całkiem nowe pokolenie niewielkich limuzyn, konkurujących z przebojowym BMW serii 3. Z jednej strony Mercedes zaczął walczyć o młodszych klientów, z drugiej - wprowadził oszczędniejsze silniki i konstrukcję zawieszenia, które znalazły później zastosowanie w większych modelach (m.in. W124).
Prace nad nowym typoszeregiem - ukrytym pod pseudonimem "Ushido" - ruszyły w 1976 roku i w ciągu 6 lat pochłonęły około 2 mld marek. Na potrzeby "190" powstała nowa fabryka w Bremie, rozbudowano także zakład produkcji jednostek napędowych w Sindelfingen. Poza kilkudziesięcioma wykonanymi ręcznie prototypami niemieccy inżynierowie skonstruowali, aż 70 wersji nowego, wielowahaczowego zawieszenia tylnego, w którym każde koło prowadzone było za pośrednictwem pięciu osobnych drążków. Ostateczna decyzja o produkcji samochodu zapadła w czerwcu 1978 r.
Zaprojektowane przez Bruno Sacco nadwozie W201 wykorzystywało doświadczenia zdobyte w trakcie projektowania klasy S (W126) z 1979 roku. Wygładzone linie, zderzaki z tworzywa i dodatkowe osłony pozwoliły na osiągnięcie niewielkiego współczynnika oporu powietrza 0,33.
"190" była o 30,5 cm krótsza, o 10,8 cm węższa i o 5,5 cm niższa od ówczesnego W123 (dł./szer./wys.: 444,8/167,9/138,9 cm). Zastosowanie stali o wysokiej wytrzymałości pozwoliło osiągnąć masę auta na poziomie 1,2 t. Dla porównania, "200" ważyła co najmniej 1360 kg.
Mercedesy 190 oprócz rodzimych tunerów były także modyfikowane przez pochodzącą z Wielkiej Brytanii firmę 190E Cosworth. Zmodyfikowane silniki bazowały na popularnym mercedesowskim motorze 2.3 E. Cosworth'y wytwarzane były w dwóch wersjach silnikowych: 2.3 16v (185 KM) i 2,5 16v (195-235 KM). Auto odznaczało się również delikatnym tuningiem optycznym. Mercedes-Benz 190 Cosworth jest bardzo rzadko spotykany, zwłaszcza na polskich drogach. Najwięcej egzemplarzy tego modelu jeździ po Wielkiej Brytanii.
Trzykrotny mistrz świata Formuły 1 Ayrton Senna po raz pierwszy zwrócił na siebie uwagę podczas wyścigu pokazowego zorganizowanego z okazji otwarcia Nürburgringu w 1984 roku. Dwudziestu zawodników, w tym takie gwiazdy jak Niki Lauda czy Keke Rosberg jechało takimi samymi Mercedesami 190E 2.3 16 z serii wyścigów turystycznych. Wyścig wygrał Senna.
We wrześniu 1983 roku na torze wyścigowym Nardo we Włoszech Mercedesy 190 E 2.3-16 ustanowiły trzy światowe rekordy szybkości przejazdu: na dystansie 25 tys. km, 25 tys. mil oraz 50 tys. km. Najdłuższą próbę ciągłej jazdy (postoje wyłącznie na tankowanie i krótki pit stop) pokonano w czasie 201 godzin 39 minut i 43 sekund (8 dób i 15 godzin).'

## Dane techniczne
| Model                          | Lata produkcji | Oznaczenie silnika | Budowa silnika | Pojemność skokowa | Układ zasilania          | Średnica × skok tłoka | Stopień sprężania | Moc maksymalna                     | Maks. moment obrotowy           | Przyspieszenie 0–100 km/h | Prędkość maks.      |
| ------------------------------ | -------------- | ------------------ | -------------- | ----------------- | ------------------------ | --------------------- | ----------------- | ---------------------------------- | ------------------------------- | ------------------------- | ------------------- |
| 190                            | 1982-1984      | M102.921           | R4 8v SOHC     | 1997 cm³          | gaźnik Stromberg         | 89,00 mm × 80,25 mm   | 9,0:1             | 90 KM (66 kW) przy 5000 obr./min   | 165 N•m przy 2500 obr./min      | 13,4 s                    | 175 km/h            |
| 190 (ECE)                      | 1984-1988      | M102.924           | R4 8v SOHC     | 1997 cm³          | gaźnik Stromberg         | 89,00 mm × 80,25 mm   | 9,1:1             | 105 KM (77 kW) przy 5200 orb/min   | 170 N•m przy 2500 obr./min      | 12,4 s                    | 185 km/h            |
| 190 (RÜF)                      | 1986-1989      | M102.924           | R4 8v SOHC     | 1997 cm³          | gaźnik Pierburg          | 89,00 mm × 80,25 mm   | 9,1:1             | 105 KM (77 kW) przy 5200 orb/min   | 165 N•m przy 2500 obr./min      | b/d                       | b/d                 |
| 190 (KAT)                      | 1986-1989      | M102.924           | R4 8v SOHC     | 1997 cm³          | gaźnik Pierburg          | 89,00 mm × 80,25 mm   | 9,1:1             | 102 KM (75 kW) przy 5500 orb/min   | 160 N•m przy 3000 obr./min      | 12,8 s                    | 183 km/h            |
| 190 (KAT)                      | 1989-1991      | M102.924           | R4 8v SOHC     | 1996 cm³          | gaźnik Pierburg          | 89,00 mm × 80,20 mm   | 9,1:1             | 105 KM (77 kW) przy 5700 orb/min   | 158 N•m przy 3000 obr./min      | b/d                       | b/d                 |
| 190E                           | 1982-1990      | M102.962           | R4 8v SOHC     | 1997 cm³          | wtrysk Bosch KE-Jetronic | 89,00 mm × 80,25 mm   | 9,1:1             | 122 KM (90 kW) przy 5100 obr./min  | 178 N•m przy 3500 obr./min      | 10,7 s                    | 195 km/h            |
| 190E (KAT)                     | 1982-1990      | M102.962           | R4 8v SOHC     | 1997 cm³          | wtrysk Bosch KE-Jetronic | 89,00 mm × 80,25 mm   | 9,1:1             | 118 KM (87 kW) przy 5100 obr./min  | 172 N•m przy 3500 obr./min      | 10,9 s                    | 188 km/h            |
| 190E 1.8 (KAT)                 | 1990-1993      | M102.910           | R4 8v SOHC     | 1797 cm³          | wtrysk Bosch KE-Jetronic | 89,00 mm × 72,20 mm   | 9,0:1             | 109 KM (80 kW) przy 5500 obr./min  | 150 N•m przy 3700 obr./min      | 12,7 s                    | 185 km/h            |
| 190E 2.0 (KAT)                 | 1991-1993      | M102.962           | R4 8v SOHC     | 1996 cm³          | wtrysk Bosch KE-Jetronic | 89,00 mm × 80,20 mm   | 9,1:1             | 122 KM (90 kW) przy 5300 obr./min  | 175 N•m przy 3500 obr./min      | 10,5 s                    | 195 km/h            |
| 190E 2.3                       | 1986-1990      | M102.985           | R4 8v SOHC     | 2299 cm³          | wtrysk Bosch KE-Jetronic | 95,50 mm × 80,25 mm   | 9,0:1             | 136 KM (100 kW) przy 5100 obr./min | 205 N•m przy 3500 obr./min      | 10,3 s                    | 200 km/h            |
| 190E 2.3 (KAT)                 | 1986-1990      | M102.985           | R4 8v SOHC     | 2299 cm³          | wtrysk Bosch KE-Jetronic | 95,50 mm × 80,25 mm   | 9,0:1             | 132 KM (97 kW) przy 5100 obr./min  | 198 N•m przy 3500 obr./min      | 10,6 s                    | 197 km/h            |
| 190E 2.3 (KAT)                 | 1991-1993      | M102.985           | R4 8v SOHC     | 2298 cm³          | wtrysk Bosch KE-Jetronic | 95,50 mm × 80,20 mm   | 9,0:1             | 136 KM (100 kW) przy 5100 obr./min | 200 N•m przy 3500 obr./min      | 10,3 s                    | 200 km/h            |
| 190E 2.3-16 (ECE)              | 1984-1988      | M102.983           | R4 16v DOHC    | 2299 cm³          | wtrysk Bosch KE-Jetronic | 95,50 mm × 80,25 mm   | 10,5:1            | 185 KM (136 kW) przy 6200 obr./min | 235 N•m przy 4500 obr./min      | 7,8 s                     | 232 km/h (225 km/h) |
| 190E 2.3-16 (RÜF)              | 1985-1988      | M102.983           | R4 16v DOHC    | 2299 cm³          | wtrysk Bosch KE-Jetronic | 95,50 mm × 80,25 mm   | 9,7:1             | 177 KM (130 kW) przy 5800 obr./min | 230 N•m przy 4750 obr./min      | 8,2 s                     | 225 km/h            |
| 190E 2.3-16 (KAT)              | 1985-1988      | M102.983           | R4 16v DOHC    | 2299 cm³          | wtrysk Bosch KE-Jetronic | 95,50 mm × 80,25 mm   | 9,7:1             | 170 KM (125 kW) przy 5800 obr./min | 220 N•m przy 4750 obr./min      | 8,5 s                     | 220 km/h            |
| 190E 2.5-16                    | 1988-1993      | M102.990           | R4 16v DOHC    | 2498 cm³          | wtrysk Bosch KE-Jetronic | 95,50 mm × 87,20 mm   | 9,7:1             | 204 KM (150 kW) przy 6750 obr./min | 240 N•m przy 5000-5500 obr./min | 7,5 s                     | 235 km/h            |
| 190E 2.5-16 (KAT)              | 1988-1993      | M102.990           | R4 16v DOHC    | 2498 cm³          | wtrysk Bosch KE-Jetronic | 95,50 mm × 87,20 mm   | 9,7:1             | 195 KM (143 kW) przy 6750 obr./min | 235 N•m przy 5000-5500 obr./min | 7,5 s                     | 235 km/h (220 km/h) |
| 190E 2.5-16 Evolution (KAT)    | 1989           | M102.991           | R4 16v DOHC    | 2463 cm³          | wtrysk Bosch KE-Jetronic | 97,30 mm × 82,80 mm   | 9,7:1             | 195 KM (143 kW) przy 6750 obr./min | 235 N•m przy 5000-5500 obr./min | 7,7 s                     | 230 km/h            |
| 190E 2.5-16 Evolution II (KAT) | 1990           | M102.992           | R4 16v DOHC    | 2463 cm³          | wtrysk Bosch KE-Jetronic | 97,30 mm × 82,80 mm   | 9,7:1             | 235 KM (173 kW) przy 7200 obr./min | 245 N•m przy 5000-6000 obr./min | 7,1 s                     | 250 km/h            |
| 190E 2.6                       | 1985-1988      | M103.942           | R6 12v SOHC    | 2599 cm³          | wtrysk Bosch KE-Jetronic | 82,90 mm × 80,25 mm   | 9,2:1             | 166 KM (122 kW) przy 5800 obr./min | 228 N•m przy 4600 obr./min      | 8,9 s                     | 212 km/h            |
| 190E 2.6 (KAT)                 | 1986-1993      | M103.942           | R6 12v SOHC    | 2599 cm³          | wtrysk Bosch KE-Jetronic | 82,90 mm × 80,25 mm   | 9,2:1             | 160 KM (118 kW) przy 5800 obr./min | 220 N•m przy 4600 obr./min      | 9,2 s                     | 212 km/h            |
| 190E 3.2 AMG (KAT)             | 1992-1993      | M103.983           | R6 12v SOHC    | 3206 cm³          | wtrysk Bosch KE-Jetronic | 90,00 mm × 84,00 mm   | 9,2:1             | 234 KM (172 kW) przy 5750 obr./min | 305 N•m przy 4500 obr./min      | 6,7 s (7,6 s)             | 244 km/h (240 km/h) |

| Model                | Lata produkcji | Oznaczenie silnika | Budowa silnika    | Pojemność skokowa | Układ zasilania       | Średnica × skok tłoka | Stopień sprężania | Moc maksymalna                    | Maks. moment obrotowy           | Przyspieszenie 0–100 km/h | Prędkość maks. |
| -------------------- | -------------- | ------------------ | ----------------- | ----------------- | --------------------- | --------------------- | ----------------- | --------------------------------- | ------------------------------- | ------------------------- | -------------- |
| 190D                 | 1983-1989      | OM601.911          | R4 8v SOHC        | 1997 cm³          | pompa wtryskowa Bosch | 87,00 mm × 84,00 mm   | 22,0:1            | 72 KM (53 kW) przy 4600 obr./min  | 122 N•m przy 2800 obr./min      | 18,1 s                    | 160 km/h       |
| 190D                 | 1989-1993      | OM601.911          | R4 8v SOHC        | 1997 cm³          | pompa wtryskowa Bosch | 87,00 mm × 84,00 mm   | 22,0:1            | 75 KM (55 kW) przy 4600 obr./min  | 126 N•m przy 2700-3550 obr./min | 17,9 s                    | 160 km/h       |
| 190D 2.2             | 1983-1985      | OM601.921          | R4 8v SOHC        | 2197 cm³          | pompa wtryskowa Bosch | 87,00 mm × 82,40 mm   | 22,0:1            | 72 KM (53 kW) przy 4600 obr./min  | 130 N•m przy 2800 obr./min      | b/d                       | b/d            |
| 190D 2.5             | 1985-1989      | OM602.911          | R5 10v SOHC       | 2497 cm³          | pompa wtryskowa Bosch | 87,00 mm × 84,00 mm   | 22,0:1            | 90 KM (66 kW) przy 4600 obr./min  | 154 N•m przy 2800 obr./min      | 15,1 s                    | 174 km/h       |
| 190D 2.5             | 1989-1993      | OM602.911          | R5 10v SOHC       | 2497 cm³          | pompa wtryskowa Bosch | 87,00 mm × 84,00 mm   | 22,0:1            | 94 KM (69 kW) przy 4600 obr./min  | 158 N•m przy 2600-3100 obr./min | 15,1 s                    | 174 km/h       |
| 190D 2.5 (KAT)       | 1989-1993      | OM602.911          | R5 10v SOHC       | 2497 cm³          | pompa wtryskowa Bosch | 87,00 mm × 84,00 mm   | 22,0:1            | 90 KM (66 kW) przy 4600 obr./min  | 158 N•m przy 2600-3100 obr./min | b/d                       | b/d            |
| 190D 2.5 (SAE)       | 1985-1989      | OM602.911          | R5 10v SOHC       | 2497 cm³          | pompa wtryskowa Bosch | 87,00 mm × 84,00 mm   | 22,0:1            | 90 KM (66 kW) przy 4600 obr./min  | 165 N•m przy 2800 obr./min      | b/d                       | b/d            |
| 190D 2.5 (SAE)       | 1989-1993      | OM602.911          | R5 10v SOHC       | 2497 cm³          | pompa wtryskowa Bosch | 87,00 mm × 84,00 mm   | 22,0:1            | 94 KM (69 kW) przy 4600 obr./min  | 165 N•m przy 2800 obr./min      | b/d                       | b/d            |
| 190D 2.5 Turbo       | 1987-1988      | OM602.961          | R5 10v SOHC turbo | 2497 cm³          | pompa wtryskowa Bosch | 87,00 mm × 84,00 mm   | 22,0:1            | 122 KM (90 kW) przy 4600 obr./min | 225 N•m przy 2400 obr./min      | 11,5 s                    | 192 km/h       |
| 190D 2.5 Turbo       | 1988-1993      | OM602.961          | R5 10v SOHC turbo | 2497 cm³          | pompa wtryskowa Bosch | 87,00 mm × 84,00 mm   | 22,0:1            | 126 KM (93 kW) przy 4600 obr./min | 231 N•m przy 2400 obr./min      | 11,5 s                    | 192 km/h       |
| 190D 2.5 Turbo (SAE) | 1986-1993      | OM602.961          | R5 10v SOHC turbo | 2497 cm³          | pompa wtryskowa Bosch | 87,00 mm × 84,00 mm   | 22,0:1            | 125 KM (92 kW) przy 4600 obr./min | 228 N•m przy 2400 obr./min      | b/d                       | b/d            |